# リナス・クレイザ
リナス・クレイザ（Linas Kleiza、1985年1月3日 - ）は、ソビエト連邦リトアニア・カウナス出身のプロバスケットボール選手。NBAのデンバー・ナゲッツなどに所属していた。ポジションはスモールフォワード、パワーフォワード。203 cm、111 kg。

## 来歴
モントローズ・クリスチャン高校に留学し、ミズーリ大学コロンビア校に進学。
2005年のNBAドラフトでポートランド・トレイルブレイザーズに全体27位指名を受け、直後にデンバー・ナゲッツへトレードされる。
2009年8月10日、2年1220万ドルの契約をオリンピアコスBCと結び、同チームへ移籍。
リトアニア代表として2006年の世界選手権、2008年の北京オリンピック、2012年のロンドンオリンピック、2013年の欧州選手権にも出場している。